# Église Saint-Clair d'Hérouville-Saint-Clair
L'église Saint-Clair est une église catholique des XIe et XIIe siècles située à Hérouville-Saint-Clair, en France.

## Localisation
L'église est située dans le département français du Calvados, à l'est du bourg d'Hérouville-Saint-Clair.

## Historique
Hérouville possède à partir du XVe siècle trois paroisses, Saint-Pierre, Saint-Clair et Saint-Ursin.
L'église est dédiée à Clair du Beauvaisis, ermite du  Bocage normand au IXe siècle avant de trouver refuge dans le Vexin. 
La nef et le chœur en partie datent de la seconde moitié du XIIe siècle. Le chevet est refait dans la seconde moitié du XIIIe siècle. Les chapelles du transept sont datées selon Arcisse de Caumont du XIIe siècle-XIIIe siècle.
Les armées huguenotes endommagent l'édifice lors des Guerres de religion du XVIe siècle. L'église Saint-Pierre est détruite pendant la Révolution française.
Le chevet droit est remplacé par un chevet à pans coupés dans les années 1880.
La première travée du chœur est inscrite au titre des monuments historiques depuis le 26 novembre 1928.
Le gisant est dégagé en 1934.

## Architecture
L'église, dont « l'architecture est assez remarquable », est bâtie en forme de croix latine. Le style de l'édifice est roman.
Le clocher possède une balustrade du XVe siècle ou XVIe siècle,.
Le chœur comporte des arcatures rythmées par des contreforts et des ouvertures centrales.
La porte dite « porte du prêtre », même si elle est bouchée, comporte un tympan muni de motifs géométriques et un linteau comportant des animaux fantastiques et un arbre. Ce dernier motif est fréquent sur les édifices du XIe siècle et XIIe siècle selon Arcisse de Caumont.
La nef et le chœur comportent des modillons sculptés de visages et de symboles divers. Arcisse de Caumont signale un modillon représentant un homme la tête en bas avec des attributs sexuels disproportionnés. Il signale également deux colonnes romanes dans le chœur.

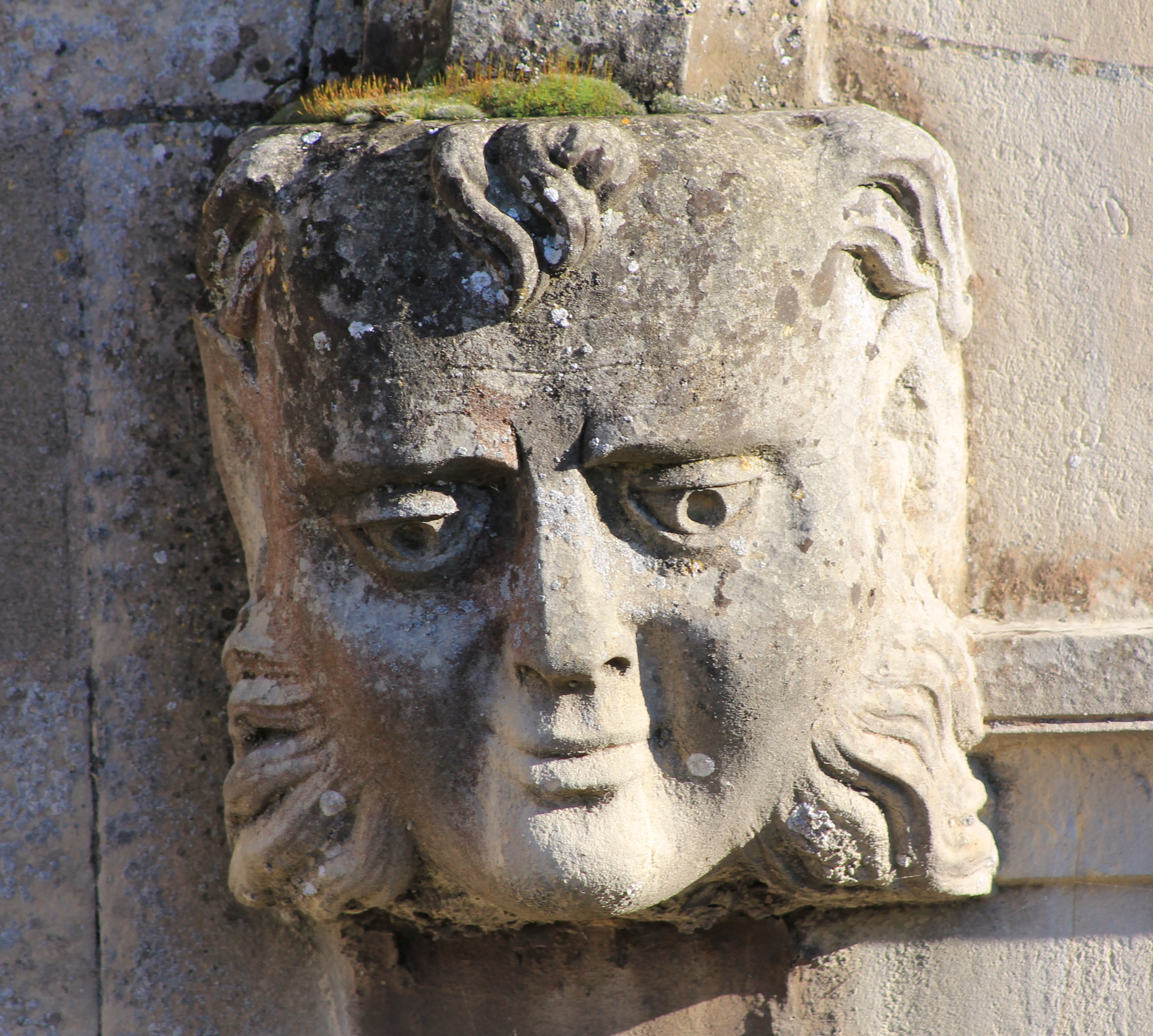
Un mascaron à gauche du portail.
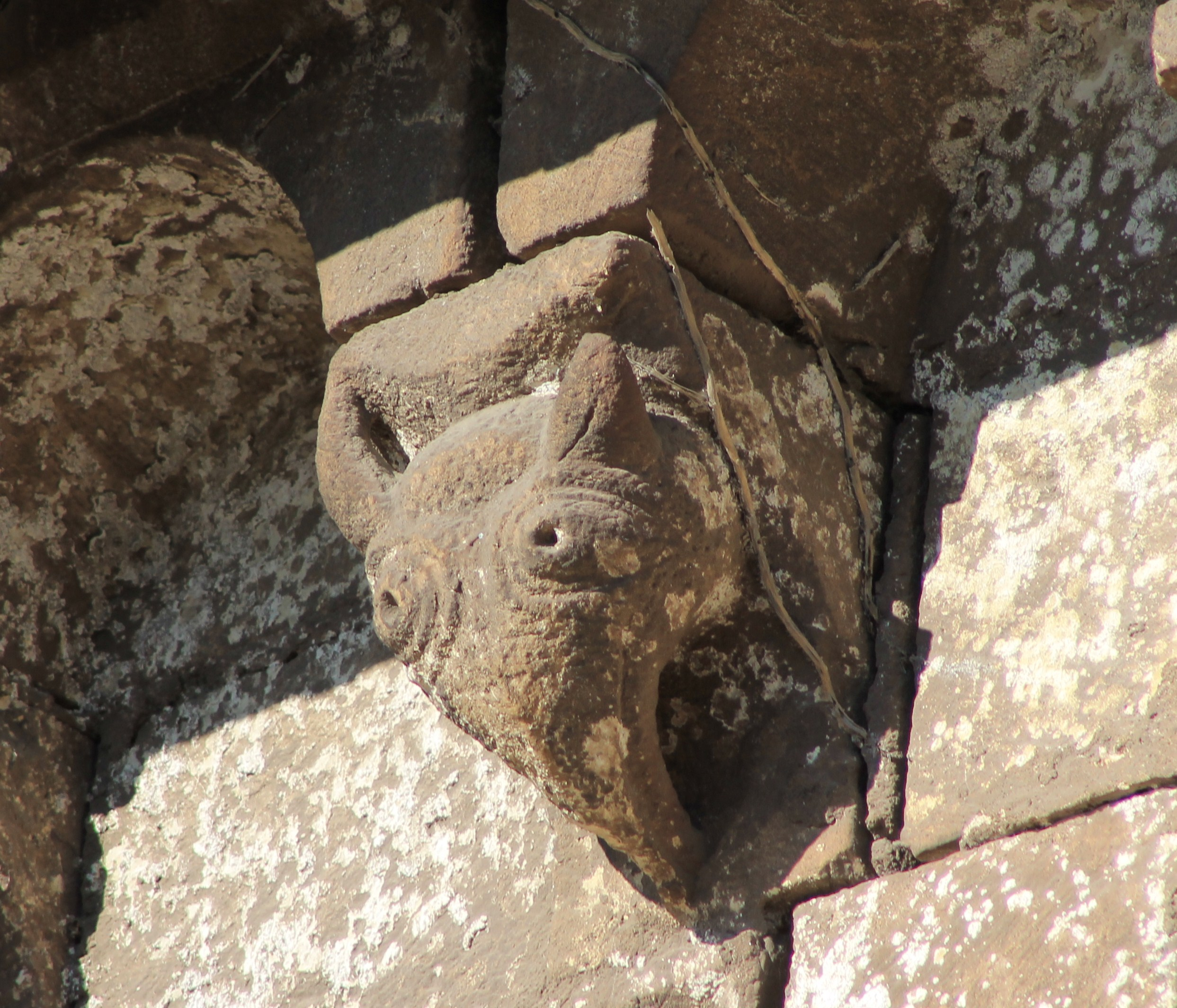
Un modillon.
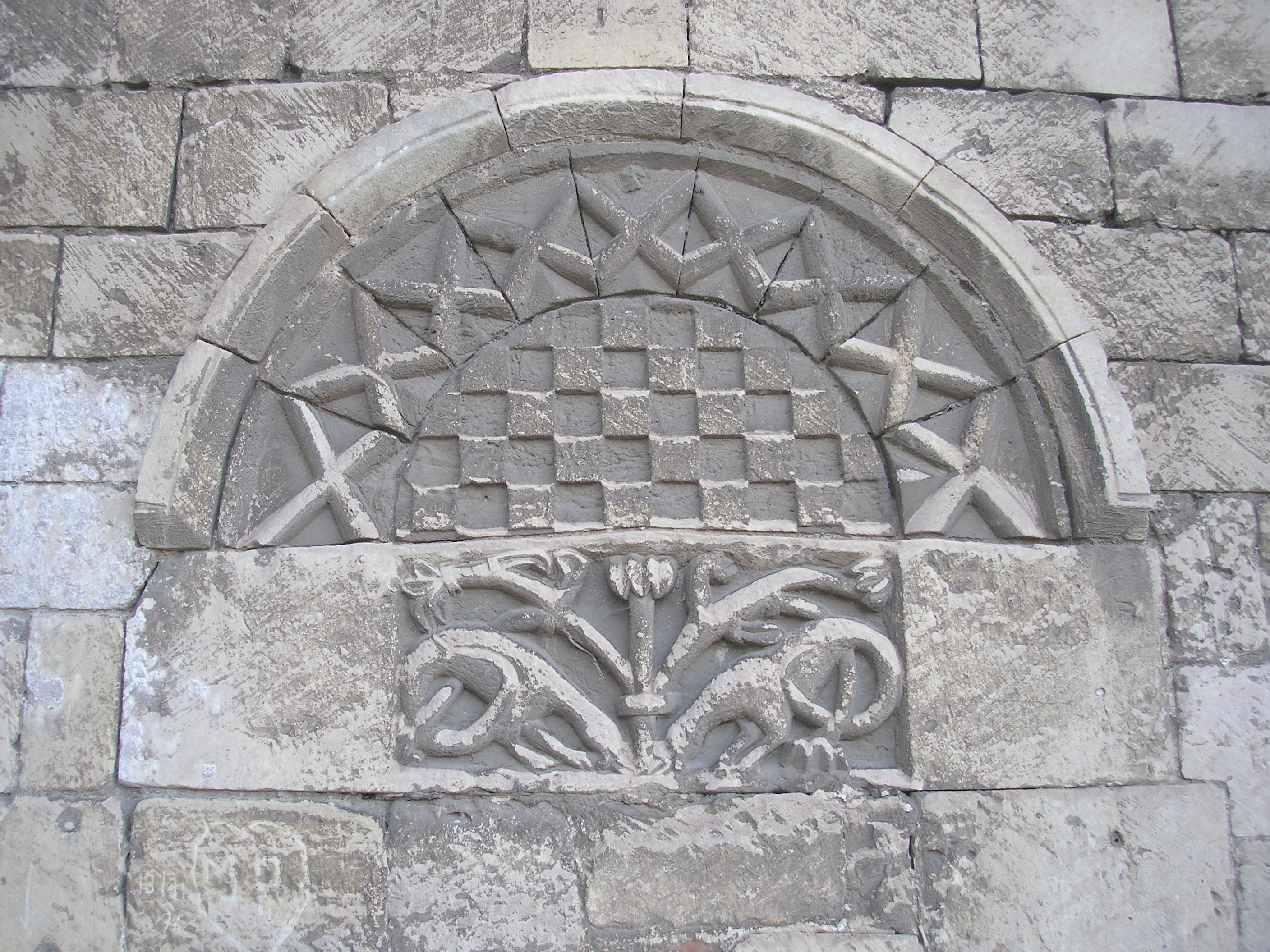
Le tympan d'une porte bouchée du chœur.

## Mobilier
L'édifice conserve des fonts baptismaux contemporains remplaçant des fonts baptismaux détruits lors de la bataille de Normandie.
Un gisant de Nicolas d'Asseville, seigneur du lieu mort en 1376 est conservé dans l'édifice. L'élément a été abîmé pendant la Révolution française.
Arcisse de Caumont signale un autel pourvu de colonnes torses et datable de la fin du XVIe siècle ou du XVIIe siècle flanqué de portes surmontées de bas-reliefs en albâtre représentant l'Annonciation et l'Adoration des mages.